# Buenpaís
Buenpaís är en ort i Mexiko.   Den ligger i kommunen Alvarado och delstaten Veracruz, i den sydöstra delen av landet, 400 km öster om huvudstaden Mexico City. Buenpaís ligger 11 meter över havet och antalet invånare är 421.
Terrängen runt Buenpaís är platt. Havet är nära Buenpaís åt nordost. Runt Buenpaís är det ganska glesbefolkat, med 47 invånare per kvadratkilometer. Närmaste större samhälle är Heroica Alvarado, 10,8 km sydost om Buenpaís. Omgivningarna runt Buenpaís är en mosaik av jordbruksmark och naturlig växtlighet.